# Sepsikőröspatak község
Sepsikőröspatak község (románul: Comuna Valea Crișului) község Kovászna megyében, Romániában. Központja Sepsikőröspatak, hozzá tartozik Kálnok.

## Népessége
A 2011-es népszámlálás adatai alapján a község népessége 2307 fő volt.

## Története
2004-ben kivált belőle Árkos és őnálló községgé alakult.